# Герцль Фріцнер
Герцль Фріцнер (івр. הרצל פריצנר; 21 листопада 1919 року — 16 березня 2007 року) — ізраїльський футболіст і тренер, який грав за «Маккабі Реховот», «Маккабі Тель-Авів», «Хапоель Тель-Авів» і «Хапоель Рамат-Ган», а також тренував «Маккабі Рамат-Амідар» і «Хапоель Рамат-Ган».

## Життєпис
Фріцнер народився в Києві в 1919 році і переїхав з сім'єю до Нідерландів, коли йому було 5 років. У підлітковому віці Фріцнера відправили в школу-інтернат у Дюссельдорфі, де він грав за місцевий клуб «Маккабі». У 1935 році Фріцнер емігрував до Палестини разом з організацією «Молодіжна Алія» і оселився в кібуці Наан. Перебуваючи в Кібуці, Фріцнер представляв місцевий клуб «Хапоель» з легкої атлетики, головною його дисципліною було штовхання ядра, в якому він встановив юніорський рекорд «Хапоель» у 11,39 м у 1937 році.
У 1938 році Фріцнер переїхав до міста Реховот, де працював у поліції єврейських поселень і приєднався до місцевого клубу «Маккабі». Фріцнер почав грати у футбол з «Маккабі Реховот» у Лізі Бет. Як член поліції поселення, Фріцнер був призваний до футбольної команди регіональної поліції «Сарони», яка змагалася та виграла Кубок поліції міста. Коли поліцейська команда була розформована, Фріцнер приєднався до «Маккабі Тель-Авів».
Фріцнер залишався в Маккабі Тель-Авів до 1946 року, вигравши один чемпіонат і два кубки, забивши гол у фіналі Кубка Палестини 1941 року. У 1946 році Фріцнер на один сезон перейшов до «Хапоель Рамат-Ган», після чого перейшов у «Хапоель Тель-Авів», де залишався до 1953 року. Фріцнер грав до свого виходу на пенсію за «Хапоель» Рамат-Ган, а також тренував клуб «Маккабі» Рамат-Амідар. У сезоні 1959–60 Фріцнер був призначений головним тренером клубу «Хапоель Рамат-Ган», але не зміг врятувати клуб від вильоту. Фріцнер залишився в клубі в його першому сезоні в Лізі Алеф, після чого його замінив Моше Варон, а Фріцнер повністю пішов з футболу.

## Досягнення
- Ліга Ерец Ізраїлю: 1939-1940
- Кубок Ізраїлю: 1941, 1946